# Trubská
Obec Trubská se nachází v okrese Beroun, kraj Středočeský, asi 6 km západně od Berouna. Žije zde 199 obyvatel.

## Historie
Historie obce je nejasná. V literárních pramenech lze jen těžko odlišit, jestli se jedná o blízký Trubín, nebo Trubskou. Kronika Česká Václava Hájka z Libočan zmiňuje jakousi „Trúbskú“, která svůj název získala za „vytrubování“ pomoci při únosu knížete Jaromíra Vršovci. Hájkova legenda je ale inspirovaná Kosmovou kronikou, která o věci pojednává jinak a nesedí ani datace historických událostí. Navíc ani není jisté, zda se jedná o dnešní obec Trubskou, protože ve staré češtině se hlásná trubka nazývala trúbina. Slovem "trúba" se označovala "pochvalná, vychloubavá řeč", slovem "trubka" pak dlabané trubky k vedení rohy a menší nástroj podobný lesnímu rohu. Pokud by tomu tak bylo, tak obec existovala už v roce 1237. Jestliže tedy historie obce sahá před třicetiletou válku, mohla být součástí zaniklé vsi Újezd, která byla vypálena za husitských válek a rozkládala se na druhé straně údolí v dnešním katastru obce Hudlice. Druhou možností je, že na místě byla salaš, hájovna nebo hornická kolonie spadají pod Trubín – v blízké lokalitě Běstiny se těžila rumělka.
Půdorys a lokalita obce neodpovídá středověkému plánu. Obec je těsně pod vrcholem strmého kopce, relativně daleko od lehce přístupných zdrojů vody, chybí centrální náves s rybníkem či jeho rezidui, stejně jako ústřední sakrální stavba a zemědělské díly. I vzhledem k tomu, že název obce užívá spíše novověkou příponu -á, ve smyslu „Trubínská“ s pozdější výpustkou, jeví se jako nejpravděpodobnější varianta, že Trubská byla založena jako nouzová osada ve snaze najít lépe chráněné místo během třicetileté války. Tento názor má i oporu v listinách hradu Křivoklátu. Nikoliv ve smyslu, že by listiny přímo Trubskou zmiňovaly, ale jako dokument, že k takovému chování docházelo.

## Geografie
Obec Trubská se nachází těsně pod vrcholovou kótou Na Vrších (409 metrů nad mořem), ze severní strany chráněna strží Dibeřského potoka, z jižní strany Hořeckou rolí a ze strany západní vrcholem Dubová (455 metrů nad mořem) . V Hořecké rokli se nachází naleziště trilobitů. Jediná zpevněná cesta, veřejně přístupná pro motorová vozidla, vede po východně po svahu kopce Na Vrších, kde se těsně vedle mlýna Dibří napojuje na III/2365. Na stranu západní vede skrze les, po úpatí vrcholu Dubová, veřejně nepřístupná zpevněné cesta do vsi Svatá. Území obce je odvodňováno Dibeřským potokem, který se v Králově Dvoře vlévá zleva do Litavky, pravého přítoku Berounky, v úmoří Severního moře.

### Územněsprávní začlenění
Dějiny územněsprávního začleňování zahrnují období od roku 1850 do současnosti. V chronologickém přehledu je uvedena územně administrativní příslušnost obce v roce, kdy ke změně došlo:
- 1850 země česká, kraj Praha, politický okres Smíchov, soudní okres Beroun[4]
- 1855 země česká, kraj Praha, soudní okres Beroun
- 1868 země česká, politický okres Hořovice, soudní okres Beroun
- 1936 země česká, politický i soudní okres Beroun[5]
- 1939 země česká, Oberlandrat Kolín, politický i soudní okres Beroun[6]
- 1942 země česká, Oberlandrat Praha, politický i soudní okres Beroun[7]
- 1945 země česká, správní i soudní okres Beroun[8]
- 1949 Pražský kraj, okres Beroun[9]
- 1960 Středočeský kraj, okres Beroun
- 2003 Středočeský kraj, okres Beroun, obec s rozšířenou působností Beroun

## Doprava
Dopravní síť
- Pozemní komunikace – Do obce vede silnice III. třídy. Ve vzdálenosti 3 km lze v Králově Dvoře najet na silnici II/605 Praha – Beroun – Žebrák – Plzeň.

- Železnice – Železniční trať ani stanice na území obce nejsou.

Veřejná doprava 2011
- Autobusová doprava – V zastávce Trubská,rozcestí zastavovaly autobusové linky Beroun-Kublov-Branov (denně 3 spoje) a Beroun-Nový Jáchymov (v pracovních dnech 12 spojů) (dopravce PROBO BUS, a. s.).